# The Circle of Life
The Circle of Life är det tyska power metal-bandet Freedom Calls fjärde studioalbum. Det släpptes i mars 2005 av skivbolaget Steamhammer. Det var det sista albumet på vilket gitarristen Cédric Dupont medverkade, samt det enda med keyboardisten Nils Neumann. Efter att albumet släppts lämnade basisten Ilker Ersin bandet.

## Låtlista
1. "Mother Earth" – 4:31
2. "Carry On" – 3:30
3. "The Rhythm of Life" – 3:41
4. "Hunting High and Low" – 4:00
5. "Starlight" – 3:41
6. "The Gathering" (instrumental) – 1:24
7. "Kings & Queens" – 3:48
8. "Hero Nation" – 4:55
9. "High Enough" – 5:48
10. "Starchild" – 5:11
11. "The Eternal Flame" – 4:25
12. "The Circle of Life" – 5:56

## Medverkande
Musiker
- Chris Bay – sång, gitarr
- Cédric Dupont – gitarr
- Ilker Ersin – basgitarr
- Nils Neumann - keyboard
- Dan Zimmermann – trummor

Bidragande musiker
- Mitch Schmitt - sång
- Oliver Hartmann - sång
- Janie Dixon - sång

Produktion
- Chris Bay – producent, ljudtekniker
- Dan Zimmermann – producent
- Dirk Schlächter - ljudtekniker
- Sascha Paeth - mixning, mastering
- Phillip Colodetti - mixning, mastering
- Anna Obereigner - omslagskonst
- Anna Maria Belloni – foto